# Lonesome Jim
Lonesome Jim ist eine US-amerikanische Tragikomödie von Steve Buscemi aus dem Jahr 2005.

## Handlung
Jim versucht, in New York City eine Karriere als Schriftsteller aufzubauen. Er lebt davon, Hunde spazieren zu führen, sowie von einem Halbtagsjob bei Applebee´s. Nachdem die Erfolglosigkeit der Bestrebungen sichtbar wird, kehrt er zu seiner Familie in Indiana zurück. Seine Mutter Sally empfängt ihn herzlich, sein Vater Donald und sein Bruder Tim zeigen sich enttäuscht.
Jim lernt in einer Bar die alleinerziehende Krankenschwester Anika kennen; noch am selben Abend haben sie einen One-Night-Stand. Jim ist nicht gewillt, eine Beziehung mit der Frau einzugehen.
Jim gibt in einer Unterhaltung seinem Bruder zu verstehen, dass dieser genauso ein Verlierer und tragischer Held sei wie er selbst, weil er nichts von dem erreicht habe, was er einst gewollt hatte. Er treibt diesen damit unabsichtlich zu einem Selbstmordversuch. Als Tim daraufhin im Koma liegt, übernimmt Jim aus schlechtem Gewissen das Trainieren von dessen Mädchenmannschaft. Auf Drängen seines Vaters arbeitet er zusätzlich in der Fabrik mit, die der Familie gehört. Weil sein Onkel Evil, der ebenso dort arbeitet, das Firmenkonto für seine Drogengeschäfte missbraucht hat, kommt die für die Finanzen verantwortliche Sally in Untersuchungshaft. Jim weiß von der Schuld seines Onkels, sieht sich aber lange Zeit zum Stillschweigen veranlasst, weil er Evil sein eigens gegründetes Girokonto für dessen Schecks zur Verfügung gestellt hatte. 
Anika und dessen Sohn Ben geben Jim Ruhe und Entspannung. Er braucht eine Weile, um dies zu realisieren und Anika näher zu kommen. Er versteht nicht, was sie an ihm findet. Ben vergöttert ihn sogar, was ihn peinlich berührt. Bei den belächelten Eltern hält er es kaum aus und denkt darüber nach, wieder wegzugehen. 
Er schlägt Anika vor, mit ihm nach New Orleans, zu gehen, wo sie zu leben träumt. Sie ist skeptisch und findet den Schritt als sehr schwierig. Jim ist enttäuscht, aber bereit, auch ohne sie in New Orleans neu anzufangen. Als er abreisen will, fängt ihn Anika noch ab und wünscht ihm alles Gute. Nach kurzem Zögern entscheidet er sich, aus dem anfahrenden Überlandbus auszusteigen und bei ihr wie auch bei ihrem Sohn zu bleiben.

## Kritiken
Peter Travers schrieb in der Zeitschrift Rolling Stone vom 21. März 2006, Buscemis „durchtriebener“ Humor und sein Sinn für Zwischentöne würden den Film prägen. Der Film „finde seinen Weg in das Herz des Zuschauers“ („this deadpan delight finds its wily way into your heart“).
Michael Wilmington schrieb in der Chicago Tribune, Steve Buscemi sei als Regisseur „trockener“ und „ruhiger“ als als Schauspieler. Lonesome Jim sei dafür ein gutes Beispiel – obwohl er nicht immer ein guter Film sei. Wilmington lobte die Darstellungen von Liv Tyler und Mark Boone Jr.; Mary Kay Place könne man mögen, aber sie wirke „pathetisch“.

## Auszeichnungen
Steve Buscemi wurde im Jahr 2005 für den Großen Jurypreis des Sundance Film Festivals und für den Grand Prix des belgischen Internationaal Filmfestival van Vlaanderen-Ghent nominiert.

## Hintergrund
Der Film wurde in Cromwell (Indiana), in Goshen (Indiana) und in Ligonier (Indiana) gedreht. Seine Produktionskosten betrugen schätzungsweise 500 Tsd. US-Dollar. Der Film hatte seine Weltpremiere am 22. Januar 2005 auf dem Sundance Film Festival. Am 12. Mai 2005 wurde er auf den Internationalen Filmfestspielen von Cannes vorgeführt. Der Film wurde in den USA in 16 Kinos gezeigt, in denen er ca. 154 Tsd. US-Dollar einspielte.